# Кособоково
Кособо́ково (рос. Кособоково) — село у складі Шипуновського району Алтайського краю, Росія. Входить до складу Войковської сільської ради.

## Населення
Населення — 333 особи (2010; 402 у 2002).
Національний склад (станом на 2002 рік):
- росіяни — 96 %